# بیینا (چاچاک)
بیینا (به صربی: Beljina) یک منطقهٔ مسکونی در صربستان است که در چاچاک واقع شده‌است. بیینا ۱٫۹۷ کیلومتر مربع مساحت و ۱٬۰۸۶ نفر جمعیت دارد و ۲۶۸ متر بالاتر از سطح دریا واقع شده‌است.